# Presilla
Una presilla puede referirse a: 
- Presilla o grapa (o grampa), una pequeña pieza cuyos extremos se insertan y doblan para mantener a dos cosas o partes sujetas y juntas.[1]
- Presilla, una especie de cordón pequeño de seda u otro material con que se prende o asegura alguna cosa. Puede ser una tira de paño u otra tela, generalmente, en forma de lazo, que contiene un ojal en su parte central; la presilla se cose a una prenda para abotonarla pasando un botón a través de ella.